# Carl-Johan Wachtmeister
Carl Johan (Carl-Johan) Wachtmeister, född 1 februari 1903 i Skövde församling i Skaraborgs län, död 22 maj 1993 i Oscars församling i Stockholm, var en svensk greve, militär och fäktare.

## Biografi
Wachtmeister avlade officersexamen vid Krigsskolan 1925 och utnämndes samma år till fänrik i armén. Han studerade vid Kungliga Krigshögskolan 1937–1939, utnämndes till ryttmästare vid Livregementets husarer 1940 och blev kapten i Generalstaben 1942. Han befordrades till major 1944 och var stabschef i Östra militärområdet 1946–1948. Han befordrades till överstelöjtnant i Generalstabskåren 1948 och tjänstgjorde vid Hälsinge regemente 1949–1952. År 1952 befordrades han till överste, varpå han var chef för Norrlands dragonregemente 1952–1957 samt kommendant i Stockholm och befälhavare för Stockholms försvarsområde 1957–1963. Wachtmeister studerade vid Försvarshögskolan 1958.
Wachtmeister var expert vid kreditinstitutet i beredskapsfrågor 1963–1981. Han studerade vid Gymnastiska Centralinstitutet 1928–1930, var adjutant hos Gustaf V 1943–1950 och var ordförande i Svenska Fäktförbundet 1948–1952. Wachtmeister tävlade även i sabel-lag (mellanpoule) vid olympiska sommarspelen 1936.
Carl-Johan Wachtmeister var son till överstelöjtnant, greve Fredrik Wachtmeister (född 1869) och Greta Lindström (född 1879). Wachtmeister gifte sig 1929 med Birgit Thuresson (1906–1986), dotter till majoren i Väg- och vattenbyggnadskåren Elis Thuresson och Carin Santesson. Wachtmeister avled 1993 och gravsattes på Galärvarvskyrkogården i Stockholm.

### Utmärkelser
- Riddare av första klassen av Svärdsorden, 1946.[6]
- Kommendör av andra klassen av Svärdsorden, 1956.[7]
- Kommendör av första klassen av Svärdsorden, 1960.[8]